# Ralph Szepanski
Ralph Szepanski (* 5. Oktober 1967 in Kirchen (Sieg)) ist ein deutscher Journalist und Fernsehmoderator.

## Leben und Wirken
Nach dem Studium der Germanistik, Linguistik und Psychologie an der Rheinischen Friedrich-Wilhelms-Universität Bonn begann Szepanski 1992 ein Volontariat bei der Deutschen Fernsehnachrichten-Agentur im damaligen Hauptstadtstudio Bonn. Er übernahm zudem Berichterstattungen für ProSieben, RTL, Sat.1 und Tele 5.
Von 1993 bis 1994 war Ralph Szepanski dann n-tv-Korrespondent für Norddeutschland und Skandinavien. Zwischenzeitlich betätigte er sich beim Aufbau des Regionalfernsehsenders Hamburg 1. Von 1995 bis 1999 war Szepanski Redaktionsleiter und Moderator der Hamburg1-Nachrichten. Im Jahr 1999 kam er zum ZDF-Studio Hamburg. 2001 begann seine Tätigkeit als stellvertretender Redaktionsleiter des werktäglichen ZDF-Magazins hallo deutschland. Als Moderator präsentierte er von 2002 bis 2003 die Drehscheibe Deutschland, seit 2002 heute – in Deutschland und auch einige ZDF spezial-Sendungen.
Seit November 2003 moderierte Ralph Szepanski neben der heute – in Deutschland auch die Nachmittagsausgaben der heute-Nachrichten. Dazu ist er seit Januar 2006 Schlussredakteur der 19-Uhr-heute-Hauptausgabe, in der er von 2009 bis 2011 auch vertretungsweise als Moderator eingesetzt wurde. Im Januar 2008 begann zudem seine Moderationstätigkeit für den Ereignis- und Dokumentationskanal Phoenix.
Seit dem 14. Mai 2011 fungierte Szepanski als Hauptmoderator des ZDFwochen-journals im Wechsel mit Christina von Ungern-Sternberg. Die Sendung wurde im Dezember 2012 eingestellt. Zudem wurde er Ende Mai 2011 als Vertretung im ZDF-Mittagsmagazin eingesetzt. Seit dem 2. Januar 2012 zählt Szepanski nun außerdem zum regelmäßigen Hauptmoderator der heute – in Deutschland zusammen mit Yve Fehring. Neue Aufgaben erhielt Szepanski im Jahr 2014. So präsentiert er seit Mai 2014 regelmäßig die Nachrichtensendungen heute nacht und (vertretungsweise) heute+ im Wechsel mit anderen Moderatoren. Seitdem wird er nur noch sporadisch in den Nachmittagsausgaben der heute-Nachrichten eingesetzt, ist aber weiterhin als Hauptmoderator von heute – in Deutschland zu sehen.